# Yámburg (Yamalia-Nenetsia)
Yámburg (en ruso: Ямбург) es un asentamiento del distrito autónomo de Yamalia-Nenetsia de Rusia. En español también es conocido como Yámburgo o Jamburg. La localidad pertenece al distrito de Nadym, y está bañada por las aguas del golfo del Obi.
Yámburg es uno de los mayores centros de extracción de gas natural de Rusia, siendo operado por Gazprom, la principal compañía gaseística del país. Próximo al término municipal hay otros yacimientos de petróleo y gas, que han sido catalogados como el quinto más grande del mundo y el segundo de Rusia.
La localidad se encuentra a 220 kilómetros de Novi Urengói y 390 kilómetros al norte de la ciudad capital de Salejard.